# 松井涼子
松井 涼子（まつい りょうこ、1976年1月27日 - ）は、日本の女優である。元フィットワン所属。神奈川県出身。
身長162cm、B83、W59、H83。

## 出演

### テレビドラマ
- Love Story（2001年4-6月、TBS系）
- 仮面ライダーアギト 2001年8月、テレビ朝日系）第30、31話 克彦の妻 役
- ちゅらさん（2001年4-9月、NHK）看護師 役
- よど号ハイジャック事件 実録ドラマスペシャル 2002年9月 日本テレビ系
- NHK大河ドラマ 武蔵 第11話 (2003年3月 NHK)
- 女将になります!（2003年3-4月、NHK） 清水優加役
- 金曜時代劇 茂七の事件簿〜ふしぎ草紙3 (2003年8月、テレビ朝日系）第4話
- 爆竜戦隊アバレンジャー（2003年11月、テレビ朝日系）第36話 美女 役
- 土曜ワイド劇場 事件記者冴子の殺人スクープ(2003年11月、テレビ朝日系）
- 美少女戦士セーラームーン（2004年1月、中部日本放送）第16話 - 第18話 菊池先生 役
- NHK朝の連続テレビ小説　天花 (2004年9月-3月) 高橋早苗役
- 土曜ワイド劇場 ラーメン刑事「龍」の殺人推理5（2005年） - 倉田琴音
- NHKスペシャル 21世紀 日本の課題 司法大改革 あなたは人を裁けますか(2005年2月)
- 時効警察（2006年1-3月、テレビ朝日系）第7話 大宮夏美 役
- 結婚できない男（2006年7-9月、関西テレビ）ウェイトレス 役
- CAとお呼びっ!（2006年7-9月、日本テレビ系） 第7話ゲスト
- おみやさん 第5シリーズ（2006年11月、テレビ朝日系） 第3話ゲスト
- きらきら研修医（2007年1-3月、TBS系）
- Yuming FilmsVolum2「バイバイ、ベアー～青いエアメイル」（2007年12月29日、NHK）
- 新科捜研の女 (2008年5月、テレビ朝日系）第4話ゲスト
- 花衣夢衣（2008年6月、東海テレビ）安藤泰子 役

### バラエティ
- 世界プチくら！ニューヨーク お野菜でキレイになる（2003年10月、テレビ朝日系）
- 難問解決!ご近所の底力（2005年4月-2006年3月、NHK） お隣マチコ役

### 映画
- Custom Made 10.30（2005年）
- 東京フレンズ The Movie（2006年）
- 劇場版 仮面ライダー電王 俺、誕生!（2007年） - 野上加世子 役

### 舞台
- OFFICE BLUE「5」（2004年6月1-6日、「劇」小劇場）
- 秦建日子プロデュース「月の子供」（2005年1月11-23日、「劇」小劇場）
- OFFICE BLUE「タクラマカン」（2005年6月7-12日、ザ・ポケット）
- OFFICE BLUE「ひょ～いドン！」（2007年7月24-29日、下北沢「楽園」）

### CM
- 求人シネマ ヤクルトレディ募集Web広告
- 富士通携帯電話 『F540篇』『F503is篇』『F503i篇』
- ドクターシーラボ 『これひとつ篇』『貸して篇』
- アットローン 『さくら@ローン』
- 大京ライオンズマンション『こだわり篇』
- NTTドコモ『208シリーズ』
- アオキインターナショナル『メンズプラザ・アオキ～草野仁篇～』
- ローソン 『真空麺の冷し麺』
- サントリー 『BOSS 7』
- KDDI 『au』
- 第一勧業銀行 『LOTO6』
- 藤沢薬品『AGアイズ』
- 日本コカコーラ 『ファンタすもも（ファンタ学園　3年Ｈ組　昼メロ先生篇）』
- 第一生命主役人生『あなたが主役篇』